# Euhuascaraya media
Euhuascaraya media là một loài ruồi trong họ Tachinidae.